# Биндюжник и Король
«Биндюжник и Король» — художественный фильм-мюзикл режиссёра Владимира Аленикова, снятый в 1989 году по мотивам «Одесских рассказов» и пьесы «Закат» Исаака Бабеля.
Премьера состоялась 9 сентября 1990 года.

## Сюжет
Действие происходит в дореволюционной Одессе, в районе легендарной Молдаванки. История строится на страницах жизни семьи Менделя Крика, который собирается продать свою знаменитую на всю Одессу конюшню и оставить семью ради красавицы Маруськи. На фоне этих событий его сын Беня берёт ситуацию в свои руки, становится главой семьи, выдаёт сестру Двойру замуж и предотвращает полицейскую облаву… Беню Крика именуют Королём.

## В ролях
| Актёр              | Роль                                   |
| ------------------ | -------------------------------------- |
| Армен Джигарханян  | биндюжник Мендель Крик                 |
| Раиса Недашковская | Нехама Борисовна жена Менделя          |
| Максим Леонидов    | Беня-Король (Бенцион Крик) сын Менделя |
| Андрей Ургант      | кавалерист Лёва Крик сын Менделя       |
| Татьяна Васильева  | Двойра Крик дочь Менделя               |
| Роман Карцев       | Лазарь Боярский жених Двойры           |
| Ирина Розанова     | Маруся возлюбленная Менделя            |
| Зиновий Гердт      | Арье-Лейб                              |
| Евгений Евстигнеев | кучер Никифор                          |
| Николай Добрынин   | налётчик Лёва Кацап друг Бени          |
| Георгий Пицхелаури | налётчик Сеня Топун друг Бени          |
| Сергей Колесников  | налётчик Моня-артиллерист друг Бени    |
| Вячеслав Гришечкин | налётчик друг Бени                     |
| Николай Олялин     | кузнец Иван Пятирубель                 |
| Григорий Лямпе     | кантор Цвибак                          |
| Инна Ульянова      | Мокеевна                               |
| Георгий Мартиросян | пристав                                |
| Владимир Долинский | городовой                              |
| Виктор Павловский  | ходатай по делам                       |
| Евгений Дегтяренко | хозяин трактира                        |
| Тамара Карпович    | рыбачка с ребёнком                     |
| Мария Иткина       | блажная певица                         |
| Иосиф Крапман      | Семён                                  |
| Вадим Жук          | мужик                                  |
| Олег Седов         | официант                               |
| Симон Гензер       | официант                               |
| Юрий Шубаев        | пианист                                |
| Марианна Кузнецова | кухарка                                |

## Съёмочная группа
- Авторы сценария: Асар Эппель при участии Владимира Аленикова
- Режиссёр: Владимир Алеников
- Оператор: Анатолий Гришко
- Композитор: Александр Журбин
- Тексты песен: Асар Эппель
- Художник: Марк Горелик
- Звукооператор: Михаил Галудзин
- Хореограф: Светлана Воскресенская
- Концертмейстер: Ирина Елшина
- Государственный симфонический оркестр кинематографии СССР
  - Дирижёры Владимир Понькин, Константин Кримец
- Вокальная группа оркестра кинематографии СССР
  - Хормейстер Татьяна Агаева